# ESPN Deportes Radio
ESPN Deportes Radio était un réseau radiophonique américain en langue espagnole consacré aux sports et affilié au réseau télévisuel ESPN. La radio a été lancée en 2005 aux États-Unis et fermée le 8 septembre 2019.
ESPN Radio était rattaché au réseau de ABC Radio comme Radio Disney à la suite d'une décision prise lors du rachat d'ABC par la Walt Disney Company en 1996. En 2006, quand l'ensemble ABC Radio a été fusionné avec celui de Citadel Broadcasting pour devenir Citadel Communications, Disney a décidé de conserver les réseaux ESPN et Disney.
Le 11 juin 2019, ESPN annonce la fermeture l'ensemble des stations ESPN Deportes Radio au 8 septembre 2019 alors que celle de Philadelphie WTTM 1680 a été lancée quelques semaines auparavant en avril,. Le réseau comptait alors 44 stations terrestres dans 15 états mais ESPN Deportes conserve ses chaînes de télévisions et de contenu numérique.